# 사나트루케스

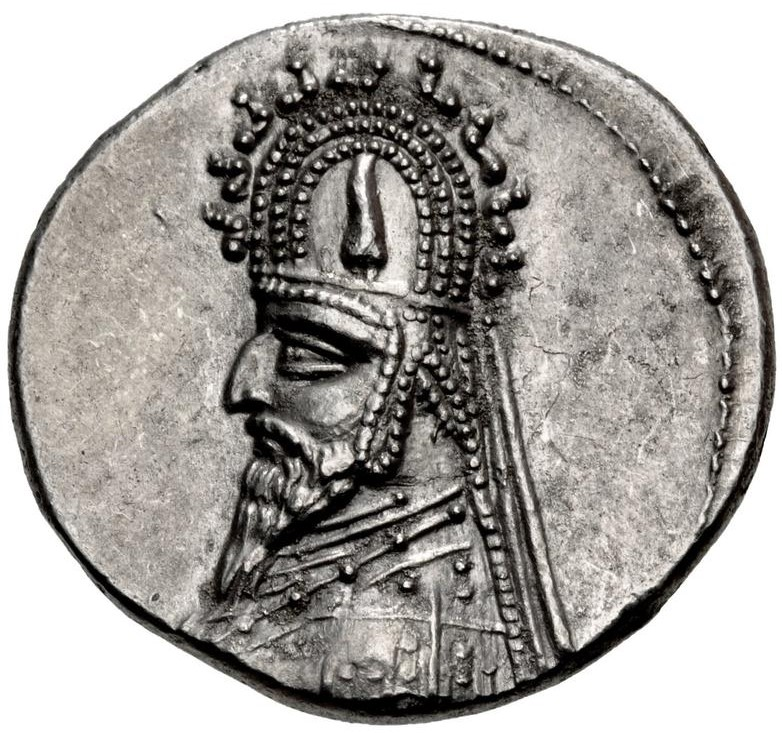

파르티아의 왕 사나트루케스(사나트룩, 157 - 70 BC)은 기원전 77년에서 70년까지 파르티아 제국을 다스렸다.
그는 아르사케스 가의 구성원으로 기원전 88년 미트리다테스 2세가 죽은 후 고난의 시기중인 기원전 77년 이란을 침입한 파르티아인과는 친근한 인도 유럽 종족인 사카라우캐 스키타이인 또는 샤카에 의해 왕이 되었다.
그는 80세로 즉위하여 7년간 다스렸다. 그의 후계는 그의 아들 프라아테스 3세였다.
| 전임 불명 | 제13대 파르티아 왕 기원전 77년 - 기원전 70년 | 후임 프라아테스 3세 |